# Nikola Antić
Nikola Antić (Никола Антић; sinh 4 tháng 1 năm 1994) là một hậu vệ bóng đá Serbia thi đấu cho Vojvodina.

## Sự nghiệp câu lạc bộ
Antić đá cho Partizan ở đội trẻ, nhưng đã ký hợp đồng chuyên nghiệp cùng với FK Rad. Anh được cho mượn một mùa giải đến FK Palić.
Vào tháng 8 năm 2014, anh ký bản hợp đồng 4 năm với Sao Đỏ Beograd. Anh chỉ thi đấu một trận cho Sao Đỏ ở Jelen Super Liga. Vào tháng 2 năm 2015, anh kết thúc hợp đồng với câu lạc bộ và ký hợp đồng với FK Jagodina.